# Джастін Фолк
Джастін Майкл Фолк (англ. Justin Michael Faulk; 20 березня 1992, м. Саут-Сент-Пол, США) — американський хокеїст, захисник. Виступає за «Кароліна Гаррікейнс» у Національній хокейній лізі.
Виступав за Університет Міннесота-Дулут (NCAA), «Шарлотт Чекерс» (АХЛ), «Кароліна Гаррікейнс».
В чемпіонатах НХЛ — 262 матчі (33+85).
У складі національної збірної США учасник зимових Олімпійських ігор 2014 (2 матчі, 0+0), учасник чемпіонатів світу 2012, 2013 і 2015 (27 матчів, 4+13). У складі молодіжної збірної США учасник чемпіонату світу 2011. У складі юніорської збірної США учасник чемпіонату світу 2010.
Досягнення
- Бронзовий призер чемпіонату світу (2013, 2015)
- Бронзовий призер молодіжного чемпіонату світу (2011)
- Переможець юніорського чемпіонату світу (2010)
- Учасник матчу усіх зірок НХЛ (2015)